# Сант'Анђело (Витербо)
Сант'Анђело (итал. Sant'Angelo) је насеље у Италији у округу Витербо, региону Лацио.
Према процени из 2011. у насељу је живело 203 становника. Насеље се налази на надморској висини од 285 м.